# Muchuri (gmina Czchorocku)
Muchuri (gruz. მუხური) – wieś w Gruzji, w regionie Megrelia-Górna Swanetia, w gminie Czchorocku. W 2014 roku liczyła 1238 mieszkańców.